# Letov Š-39
Bei dem Flugzeug Letov Š-39 handelt es sich um einen einmotorigen, zweisitzigen Hochdecker, der als Sportflugzeug entwickelt wurde.

## Entwicklung
Der Erstflug der Maschine fand im Jahre 1931 statt. Dieser Typ wurde von den Letov-Werken in Letnany bei Prag in der Tschechoslowakei hergestellt. Die Konstruktion führte Alois Šmolík aus. Das Fahrwerk war starr und verfügte über einen Hecksporn. Die Tragfläche war verstrebt und stützte sich so im Bereich des Fahrwerkes ab. Der Motor trieb eine zweiflügelige hölzerne Luftschraube an. Flügel, Höhen- und Seitenruder waren ungepfeilt und zeigten jeweils einen rechteckigen Umriss. Die Maschinen wurden vorrangig von Fliegerclubs benutzt.
Der Prototyp wurde mit dem nur 37 kW leistenden Orion LL-50 ausgerüstet. Die Maschine zeigte sehr gute Flugeigenschaften. Aufgrund der etwa auf der Hälfte der Tragfläche angebrachten festen Vorflügeln zeigte die Maschine auch exzellente Langsamflugeigenschaften. Es wurde daraufhin eine Serie von 23 Maschinen aufgelegt, die mit einem Walter-Polaris-Sternmotor von 40 kW ausgerüstet wurden. Diese Maschinen wurden im Jahre 1932 gefertigt.
Da die Flugzeugzelle durch den Motor bei weitem nicht ausgereizt wurde, baute man 1933 einen Prototyp mit einem wesentlich stärkeren Pobjoy-R-Motor und nannte die Maschine Š-139. Auch diese Versuche befriedigten. Man entschied sich bei der Serie jedoch für einen gleich starken Walter Minor 4 aus heimischer Produktion. Da dies ein Reihenmotor war, musste die Bugsektion umgestaltet werden. Die Serienmaschinen hatten die Bezeichnung Š-239.

## Technische Daten

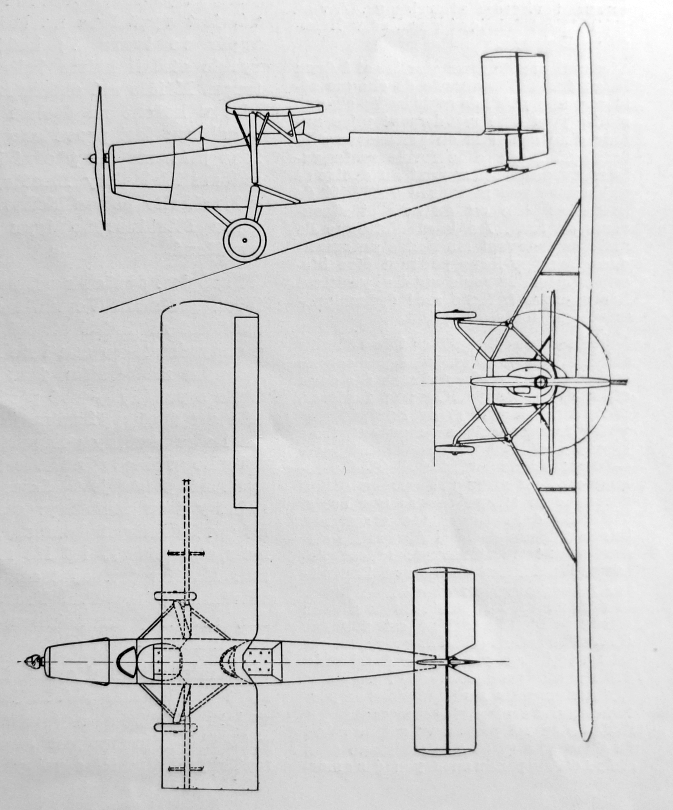
Dreiseitenansicht Letov Š-239

| Kenngröße                 | Š-39 (Prototyp)                   | Š-39                                 | Š-139                          | Š-239                                |
| ------------------------- | --------------------------------- | ------------------------------------ | ------------------------------ | ------------------------------------ |
| Baujahr                   | 1931                              | 1932                                 | 1933                           | 1933                                 |
| Besatzung                 | 2                                 | 2                                    | 2                              | 2                                    |
| Spannweite                | 10,00 m                           | 10,00 m                              | 10,00 m                        | 10,00 m                              |
| Länge                     | 6,14 m                            | 6,14 m                               | 6,14 m                         | 6,14 m                               |
| Flügelfläche              | 14,00 m²                          | 14,00 m²                             | 14,00 m²                       | 14,00 m²                             |
| Flächenbelastung          | 33 kg/m²                          | 36,8 kg/m²                           | 36,9 kg/m²                     | 40,5 kg/m²                           |
| Leermasse                 | 270 kg                            | 315 kg                               | 321 kg                         | 375 kg                               |
| Startmasse                | 470 kg                            | 515 kg                               | 531 kg                         | 580 kg                               |
| Höchstgeschwindigkeit     | 160 km/h                          | 150 km/h                             | 174 km/h                       | 174 km/h                             |
| Reisegeschwindigkeit      | 140 km/h                          | 130 km/h                             | 154 km/h                       | 140 km/h                             |
| Steigzeit auf 1000 m Höhe | 9 min                             | 8 min                                | 6,10 min                       | 5,16 min                             |
| Dienstgipfelhöhe          | 3300 m                            | 3300 m                               | 5000 m                         | 4700 m                               |
| Reichweite                | 480 km                            | 480 km                               | 480 km                         | 420 km                               |
| Antrieb                   | ein Orion LL-50 mit 37 kW (50 PS) | ein Walter Polaris mit 40 kW (54 PS) | ein Pobjoy R mit 63 kW (86 PS) | ein Walter Minor 4 mit 63 kW (86 PS) |